# Tipula (Lunatipula) berytia
Tipula (Lunatipula) berytia is een tweevleugelige uit de familie langpootmuggen (Tipulidae). De soort komt voor in het Palearctisch gebied.